# Dia de la Independència del Pakistan
El Dia de la Independència del Pakistan (en urdú, یوم آزادی; Yaum-e Āzādī), celebrat cada 14 d'agost, és una festa nacional del Pakistan que commemora el dia que el Pakistan va assolir la independència i es va declarar com a nació sobirana, després de la fi del Raj Britànic, el 1947. El moviment del Pakistan, liderat per la Lliga Musulmana, que era dirigida per Muhammad Ali Jinnah, tenia com a objectiu la creació d'un estat musulmà independent a la regió nord-oest de l'Àsia meridional. La independència es va materialitzar amb la Llei d'independència de l'Índia de 1947, en la qual l'Índia britànica es va dividir en dos nous països —el domini de l'Índia (més tard, la República de l'Índia) i el domini del Pakistan (posteriorment, la República Islàmica del Pakistan), que incloïa el Pakistan Occidental (actual Pakistan) i Pakistan Oriental (actual Bangladesh).
En el calendari musulmà, el dia de la independència coincideix amb la Nit del Destí (Làylat al-Qadr), la vigília del dia considerat sagrat pels musulmans. La cerimònia principal es duu a terme a Islamabad, on s'hissa la bandera nacional en l'edifici presidencial i en el Parlament i, llavors, sona l'himne del Pakistan i els líders polítics pronuncien els seus discursos televisats. Els esdeveniments festius habituals aquest dia són cerimònies on s'hissa la bandera, desfilades, actes culturals, i el cant de cançons patriòtiques. També es duen a terme sovint un seguit de lliuraments de premis aquest dia, i els ciutadans solen hissar la bandera a les seves llars o en un lloc destacat dels seus vehicles i vestimenta.